# Friedrich Hitzig

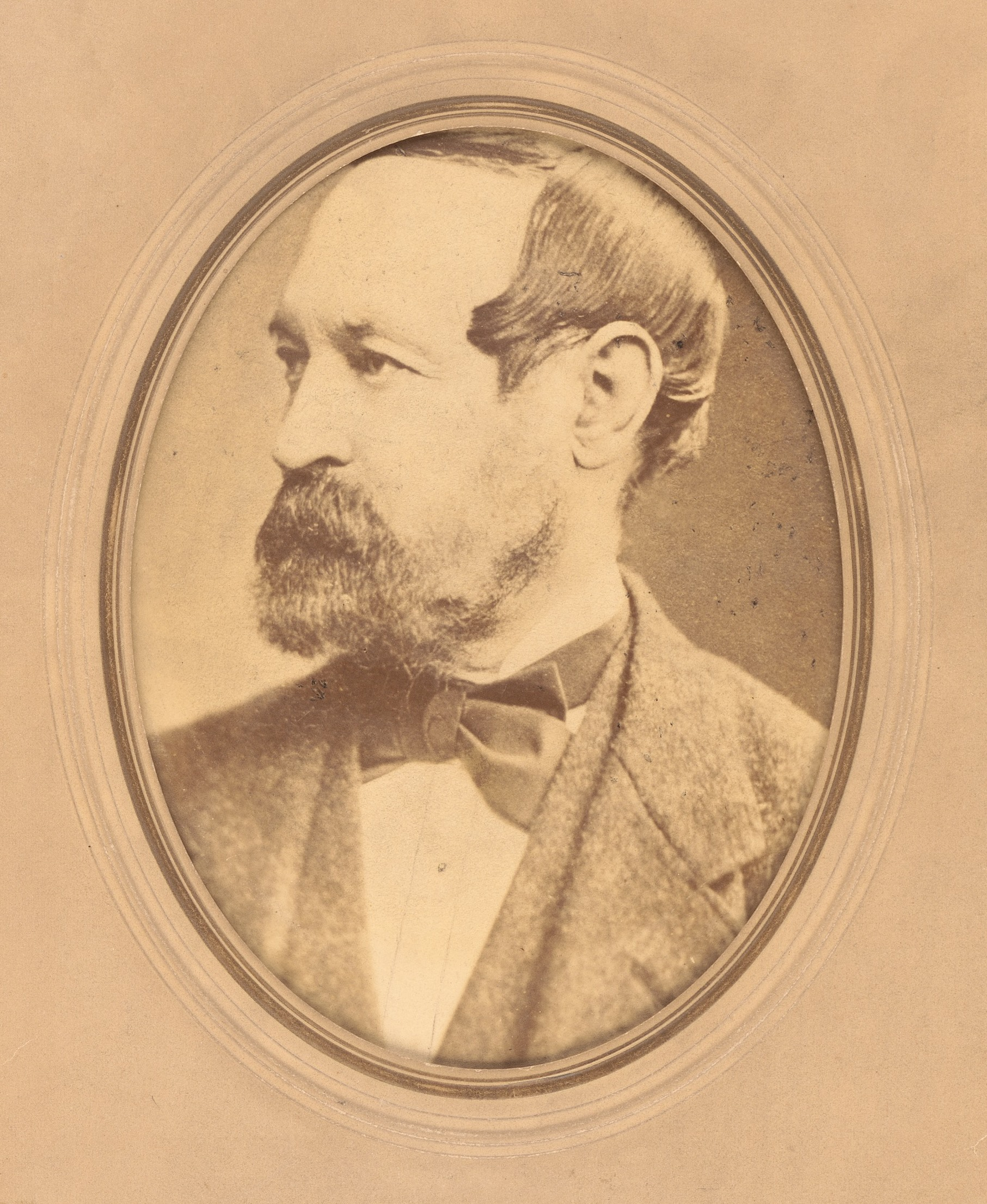
Porträt von Friedrich Hitzig

Georg Friedrich Heinrich Hitzig (* 8. April 1811 in Berlin; † 11. Oktober 1881 ebenda) war ein deutscher Architekt des Klassizismus und Historismus.

## Leben
Er war der Sohn des Juristen und Buchhändlers Julius Eduard Hitzig; ein gleichzeitig geborener Zwillingsbruder starb noch im selben Jahr. Georg Friedrich Heinrich Hitzig absolvierte nach dem Abschluss des Friedrich-Wilhelms-Gymnasium die Gewerbeschule und die Berliner Bauakademie. 1829 legte er die Feldmesserprüfung ab. Er arbeitete als Praktikant unter Karl Friedrich Schinkel beim Bau der Berliner Sternwarte.
Nach einem Aufenthalt in Paris bestand er im Jahr 1837 die Baumeisterprüfung. Anstatt in den Staatsdienst zu treten, ließ er sich wie Eduard Knoblauch als Privatbaumeister in Berlin nieder. Hitzig wurde zu einem besonders gefragten Architekten in der Zeit nach Schinkel. Dessen klassizistischen Stil entwickelte er durch die Nutzung von Elementen der Renaissance in seinen Entwürfen weiter und gilt damit als Schinkel-Schüler. In der Bellevue-, Lenné-, Roon- (heute: Konrad-Adenauer-) und der nach dem Architekten benannten Hitzigstraße (heute: Stülerstraße) entstanden zahlreiche Privathäuser, die sich unter Einbeziehung von Vorgärten mit Baumgruppen an ländlicher Villenarchitektur orientierten. Hitzig gestaltete Stadthäuser für den Kaufmann Gerson, den Bankier und Weinhändler Krause und den Grafen von Pourtalès.
In den 1840er und 1850er Jahren unternahm Hitzig Studienreisen nach unter anderem nach Ägypten, Griechenland, in die Türkei, Frankreich und Italien. Danach fand er in Triest als Architekt Gelegenheit zur praktischer Arbeit. 1850 wurde er Mitglied der preußischen Baudeputation und 1855 Mitglied der Akademie der Künste.  1868 wurde er Mitglied des Senats der Akademie der Künste und 1875 deren Präsident. Am 1. Oktober 1880 wurde er von der Akademie des Bauwesens zum Abteilungs-Dirigenten für Hochbau gewählt.

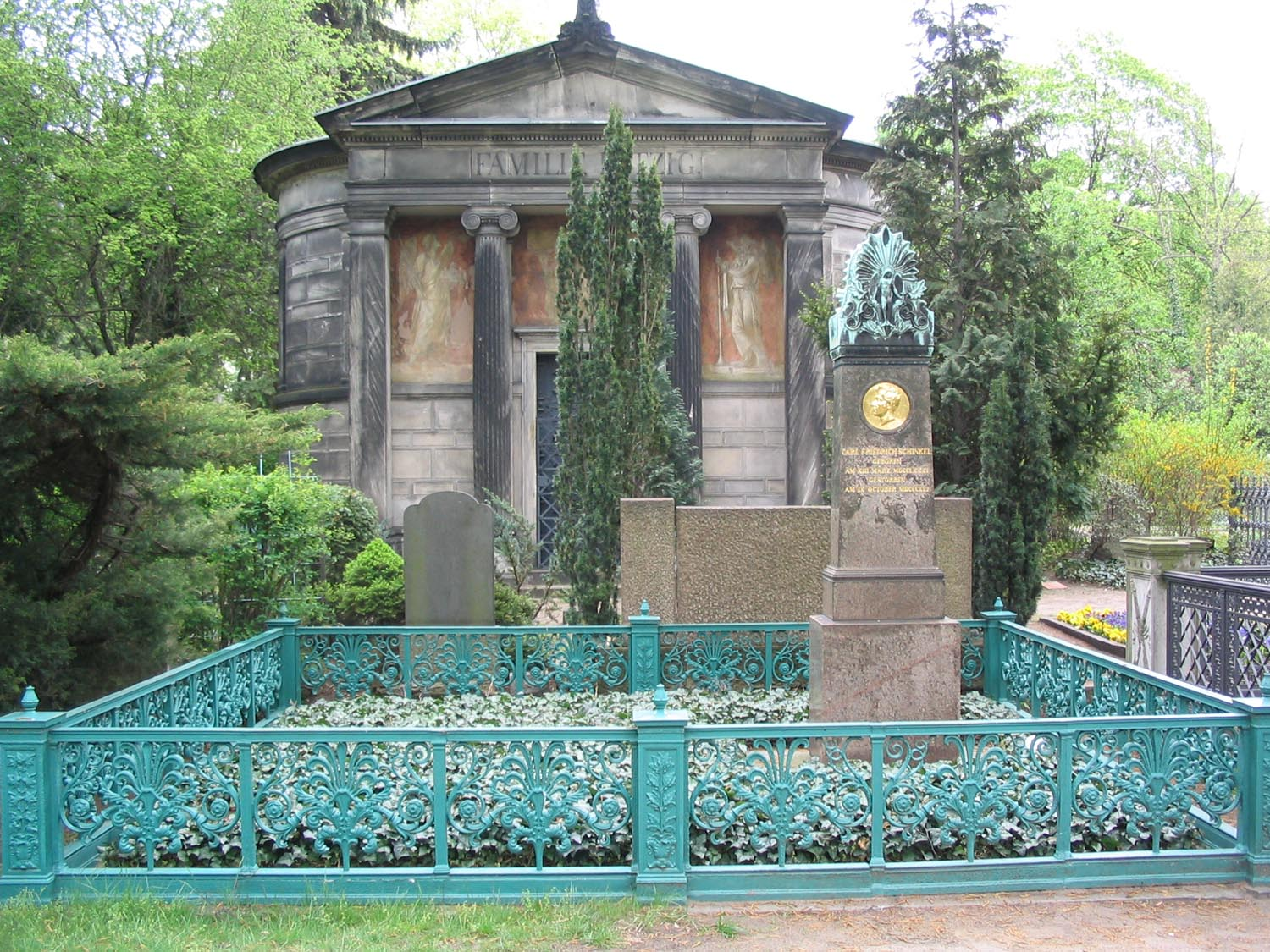
Mausoleum der Familie Hitzig auf dem Dorotheenstädtischen Friedhof in Berlin-Mitte, im Vordergrund das Grabmal Schinkels

Das Familiengrab  befindet sich auf dem Dorotheenstädtischen Friedhof in Berlin-Mitte. Dort sind auch sein Vater und sein Sohn Eduard Hitzig beigesetzt.

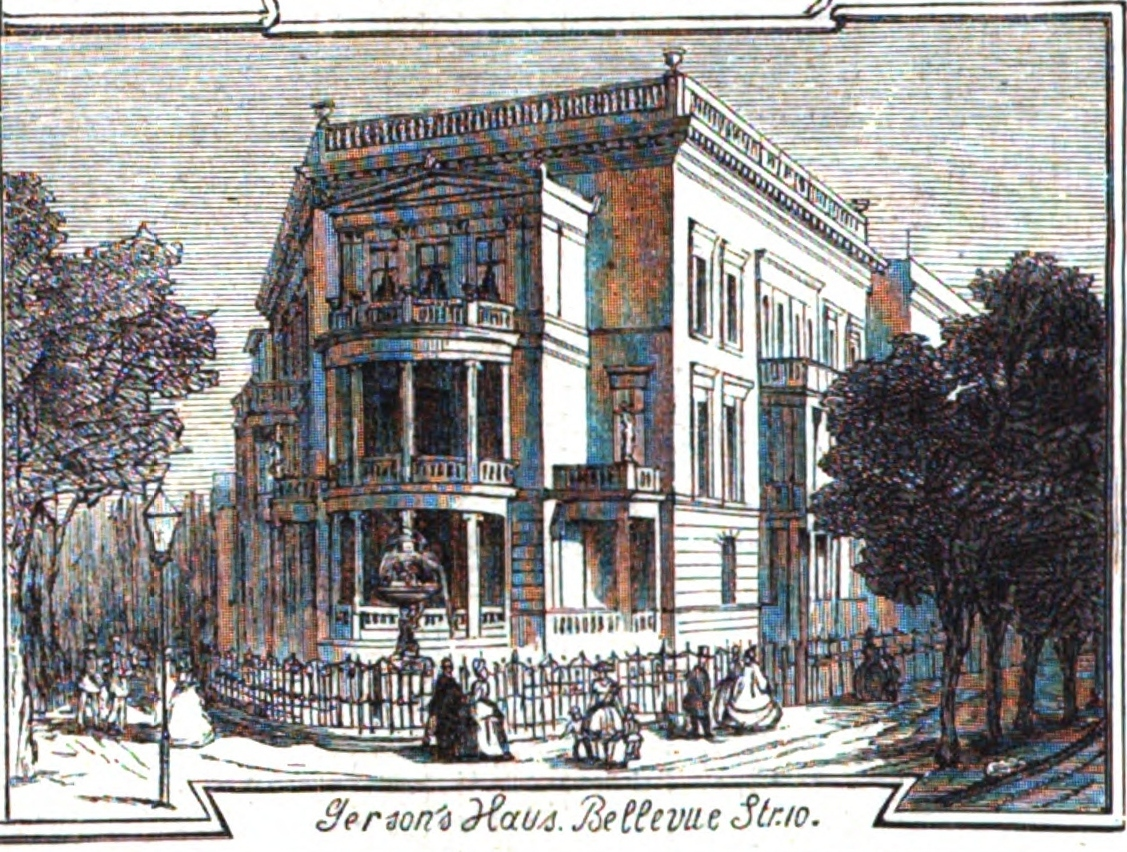
Mehrfamilienhaus für Hermann Gerson, nach 1861 von dessen Bruder Julius Gerson übernommen

## Bauten und Entwürfe (Auswahl)
- 1838: Schloss Behrenhoff, 1945 beseitigt
- 1848–1851: Schloss Neetzow, erhalten
- 1848–1853: Schloss Kittendorf, erhalten
- 1848: Gutshaus Poggelow, erhalten
- 1850–1852: Villa Pourtalès, zerstört 1943[4]
- 1852–1854: Schloss Bredenfelde, erhalten
- 1853–1859: Schloss Kartlow, erhalten
- 1853: Mausoleum für die Familie von Eickstedt in Koblentz, restaurierungsbedürftig[5]
- 1855–1856: Schloss Dahlwitz, erhalten
- 1855–1856: Schloss Kropstädt, erhalten
- 1852–1858: Palazzo Revoltella in Triest, erhalten
- 1856–1858: Ferdinandeo in Triest, erhalten
- 1858: Schloss in Simmenau, Oberschlesien, 1956/57 abgerissen

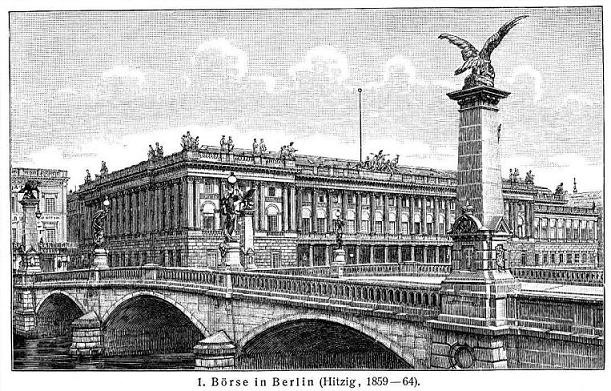
Berliner Börse und Friedrichsbrücke

- 1859–1864: Berliner Börse, 1944 im Innern ausgebrannt, die wiederaufbaufähige Ruine 1957/1958 beseitigt
- 1861–1862: Mehrfamilienwohnhaus Gerson in Berlin-Tiergarten, Bellevuestraße 10 / Lennéstraße 8, im Zweiten Weltkrieg zerstört[6]
- 1861: Westflügel zum Schloss Fürstenstein bei Waldenburg, Niederschlesien, größtenteils erhalten
- 1865: Villa für Wilhelm Colsman-Bredt in Langenberg (Rheinland), 1905 von Arno Eugen Fritsche verändert, erhalten[7]

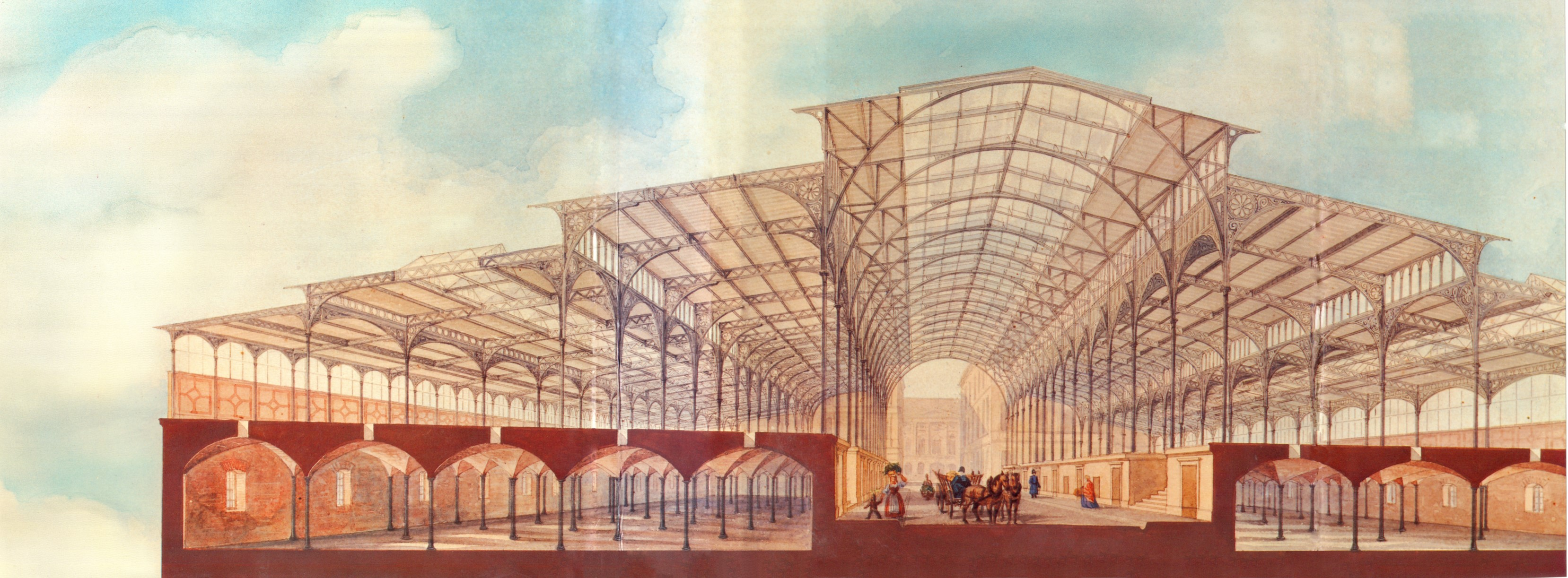
Markthalle in Berlin

- 1865–1867: Markthalle in Berlin, funktional mehrmals verändert und umgebaut, zuletzt durch Hans Poelzig, 1988 wegen irreparabler Beschädigung abgerissen
- 1866: Villa Loisset in Eisenach, nach 24-jährigem, leerstandbedingten Verfall 2014 abgebrochen

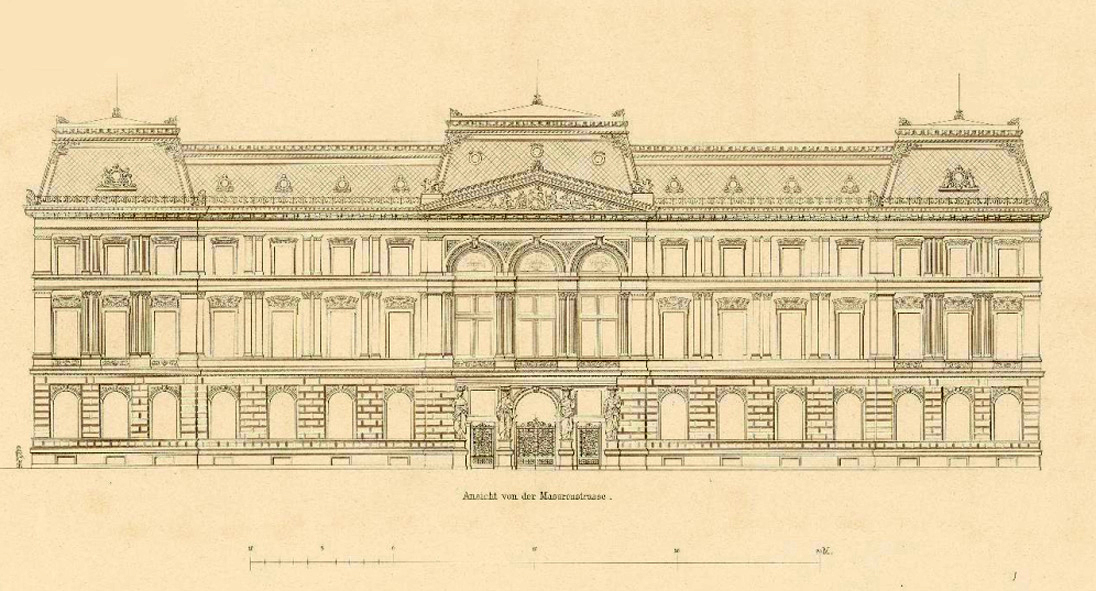
Palais Kronenberg in Warschau

- 1868–1871: Palais Kronenberg in Warschau, 1939 Inneres ausgebrannt, 1961/1962 abgebrochen
- 1867–1868: Wohnanlage „Am Zirkus“ in Berlin, zum Teil erhalten[8]

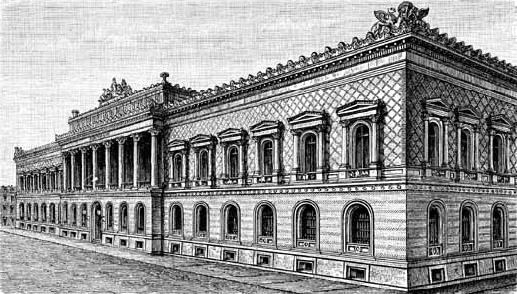
Reichsbankgebäude in Berlin

- 1869–1878: Gebäude der Reichsbank in Berlin-Mitte, Jägerstraße 34–36, 1945 bis auf die Umfassungsmauern ausgebrannt, Ruine 1960 abgerissen
- 1870–1871: Palais Frerichs in Berlin-Tiergarten (1910/1911 mit dem Nachbargebäude umgebaut durch Paul Baumgarten), seit 1919 Vertretung der Schweiz
- 1870–1872: Gebäude der Eisenbahndirektion in Hannover, erhalten
- 1873–1877: Schloss Dwasieden, 1948 gesprengt
- 1877–1881: Ruhmeshalle im Berliner Zeughaus, nach Kriegsschäden beim Wiederaufbau des Zeughauses ab 1949 beseitigt
- 1878–1884: Technische Hochschule Charlottenburg, mit Julius Raschdorff unter Überarbeitung der Entwürfe von Richard Lucae, nach Kriegsschäden 1965 teilweise in den Neubau von Kurt Dübbers integriert.

## Ehrungen
- Hitzig war Geheimer Regierungs- und Oberbaurat.
- Hitzig war Träger des Ordens Pour le Mérite in der Friedensklasse.
- Nach Hitzig wurde eine Straße im Berliner Tiergarten benannt, die 1938 arisiert und nach Friedrich August Stüler umbenannt wurde.